# لشکر ۵۰ پیاده (نورتامبریا)
لشکر ۵۰ پیاده نورتامبریا (انگلیسی: 50th) لشکر پیاده‌نظام نیروی زمینی بریتانیا بود، که در سال ۱۹۲۰ تأسیس شد و در سال ۱۹۶۱ منحل گردید.
لشکر ۵۰ پیاده یک لشکر پیاده‌نظام ارتش بریتانیا بود که خدمات برجسته‌ای را در جنگ جهانی دوم انجام داد. پیش از جنگ، این لشکر بخشی از ارتش سرزمینی بود و دو حرف تی در نشان لشکر، نمایانگر دو رودخانه اصلی منطقه استخدام آن، یعنی رودخانه‌های تاین و تیز، هستند. این لشکر تقریباً در تمام نبردهای اصلی جنگ اروپا از سال ۱۹۴۰ تا اواخر ۱۹۴۴ خدمت کرد و همچنین از اواسط ۱۹۴۱ تا ۱۹۴۳ در شمال آفریقا، مدیترانه و خاورمیانه خدمت کرد. لشکر ۵۰ یکی از دو لشکر بریتانیایی (دیگری لشکر ۳ پیاده) بود که در روز ۶ ژوئن ۱۹۴۴، در نرماندی پیاده شد. چهار نفر از افراد این لشکر در طول جنگ، بیش از هر لشکر دیگری از ارتش بریتانیا در طول جنگ جهانی دوم، نشان صلیب ویکتوریا دریافت کردند.